# Архангельская военная флотилия
Архангельская военная флотилия — временное формирование русского флота.

## История
Впервые была сформирована в конце XVII века для обороны устья реки Северная Двина и города Архангельск. Включала гребные суда и поэтому называлась гребной.
В 1801 году включала три отряда. В состав флотилии входили 6 канонерских лодок и 30 карбасов.
В период Крымской войны 1853—1856 годов флотилия состояла из 34 специально построенных канонерских лодок, вооружённых 1-2 орудиями. Флотилия сыграла большую роль в отражении попыток англо-французской эскадры захватить Архангельск с моря. После окончания войны — флотилия была расформирована.